# Mircea Gheorghiu
Mircea Gheorghiu (n. 13 octombrie 1969, Galați) este un profesor român de actorie, actor de televiziune și  actor de teatru. El este principalul continuator al metodei Ion Cojar în pedagogia artei actorului.

## Filmografie
- Regina (2008-2009) - Milan Svenhalk
- Aniela (2009-2010) - Nae Frunzeanu
- Iubire și onoare (2010-2011) - Felix
- Pariu cu viața (2011-2013) - Medic
- Îngeri pierduți (2013) - Mircea Dumitrescu
- O nouă viață (2014) - Medic
- Fetele lu' dom' Profesor (2014) - Dan
- #dogpoopgirl (2021)
- Adela (2021-2022) - Nicu Scoarță
- Lia: soția soțului meu (2022) - Tavi Rocca